# Lago Cayutué
El lago Cayutué es un lago chileno ubicado en la provincia de Llanquihue, comuna de Puerto Varas, al sur del lago Todos los Santos. Desagua en ese lago por medio de su emisario, el río Cayutué. Pertenece a la cuenca del río Petrohué.
Su nombre ha sido dado de diferentes formas: laguna de Calbutué; Calvutué; Callontue; Cayutúe o Cayutué.

## Características
Este cuerpo de agua, bajo el nombre «laguna Cayutue», tiene el código 10453091-5 en el inventario público de lagos de Chile.

## Historia
Luis Risopatrón lo describe en su Diccionario jeográfico de Chile (1924):: 118 
Calbutué (Lago de) 41° 16' 72° 16'. Es profundo, de mediana estension i orillas acantiladas en su borde E, tiene una vistosa gradería natural, formada por los diversos estados de aumento o dis- minución de las aguas en las cortas playas de arena de la desembocadura del rio Concha i estenso arenal de escorias volcánicas de un color negro violado, de unos 3 kilómetros de largo, en la costa W, sin agua i pobre vejetacion, con una gran quebrada en su centro; está ceñido en el resto por una hermosa vejetacion i respaldada por elevados cerros boscosos, sobre los que descuellan algunas cumbres nevadas. En sus aguas se ha medido 18,8° C de temperatura i se encuentra a 221 m de altitud, hacia el N del portezuelo de Cabeza de Vaca, desde el cual parte un riachuelo que desemboca en su ribera S; desagua hacia el N, al estremo S de la ensenada del mismo nombre, del lago de Todos Los Santos. 1, XIII, p. 207 i 211 (Moraleda, 1795); i XV, p. 56 (Menéndez, 1792); 61, 1859, p. 688; 134; 155, p. 102; i 156; lagunilla de Calbutué o la Verde en 1, XIII, carta impresa de Moraleda.(1795); laguna de Calbatué en 55, p. 42 (Muñoz Gamero, 1849); Calvutué en 155, p. 105; de Callontue en 1, XV, p. 19 (Menéndez, 1791); de Cayutúe en 1, VIII, p. 93; i 61, XXXIX, p. 10, 13 i 14; i de Cayutué en 60, p. 473; 61, LXXXIV, p. 1180; 111, I, p. 70 i mapa de Steffen (1909); 155, p. 143; i 162, I, p. 70.